# Los Espookys
Los Espookys est une série télévisée américaine de deux saisons en espagnol, créée par Julio Torres, Ana Fabregaet Fred Armisen et diffusée en 2019-2022 sur HBO. En France, elle est diffusée sur Max (plateforme SVOD).

## Synopsis
Renaldo, passionné d'effets spéciaux d'horreur, organise des fêtes pour le día de muertos avec ses amis Úrsula, Tati et Andrés. Andrés est l'héritier d'un empire industriel du chocolat, fiancé à l'héritier de l'empire des cookies. Úrsula est intelligente et sensée mais peine à se conformer à une société inégalitaire. Sa sœur Tati, qui souffre de problèmes cognitifs, est toujours partante pour aider ses amis. Ils décident d'employer leur passion pour gagner leur vie, en organisant des mises en scène macabres pour des clients plus étranges les uns que les autres.

## Distribution

### Acteurs principaux
- Bernardo Velasco : Renaldo
- Julio Torres : Andrés Valdez
- Cassandra Ciangherotti : Úrsula
- Ana Fabrega : Tati, la sœur d'Úrsula
- Fred Armisen : Tico, l'oncle de Renaldo, qui travaille comme voiturier

### Acteurs récurrents
- José Pablo Minor : Juan Carlos, le fiancé d'Andrés
- Spike Einbinder : un esprit des eaux qui hante Andrés
- River L. Ramirez : Sonia, la fille antipathique de Tico
- Greta Titelman : Melanie Gibbons, une ambassadrice des États-Unis
- Adela Calderón : la mère de Renaldo, chez qui il vit
- Giannina Fruttero : Beatriz, la sœur de Renaldo
- Carol Kane : Bianca Nova, une réalisatrice de cinéma
- Martine Gutierrez : Karina Salgado, le fantôme d'une reine de beauté
- Yalitza Aparicio : la Lune
- Kim Petras : une secrétaire d'état
- Isabella Rossellini : elle-même

## Production

### Développement
En 2017, la chaîne de télévision payante américaine HBO passe commande auprès de Fred Armisen d'un pilote de série comique en espagnol, d'abord sous le titre Mexico City: Only Good Things Happen, dans une version imaginaire et irréelle de Mexico. En 2018, HBO commande de la série, avec pour producteur Lorne Michaels.

### Attribution des rôles
Bernardo Velasco, Cassandra Ciangherotti, Ana Fabrega et Julio Torres sont annoncés dans les rôles principaux.

### Tournage
La série est tournée au Chili, à Santiago du Chili,.

### Fiche technique
- Titre original : Los Espookys
- Création : Julio Torres, Ana Fabrega et Fred Armisen
- Réalisation : Fernando Frias, Sebastián Silva et Ana Fabrega
- Scénario :
- Société(s) de production : Broadway Video, Más Mejor, Antigravico, Fabula, HBO Entertainment
- Société(s) de distribution : HBO
- Pays de production :  États-Unis
- Langue originale : espagnol
- Format : couleur
- Genre : comédie d'horreur
- Nombre de saisons : 2
- Nombre d'épisodes : 12
- Durée : 25-30 minutes
- Dates de première diffusion :
  - États-Unis : 14 juin 2019

## Épisodes

### Première saison
1. El exorcismo
2. El espanto de la herencia
3. El monstruo marino
4. El espejo maldito
5. El laboratorio alienígena
6. El sueño falso

### Deuxième saison
1. Los Espiritus en el Cementerio
2. Bibi's
3. Las Ruinas
4. Las Muchas Caras de un Hombre
5. El Virus
6. El Eclipse

## Récompenses
- Imagen Awards 2020 : meilleure supervision musicale[6]
- Peabody Awards 2023 : prix du divertissement[7]
- GLAAD Media Awards 2023 : prix de la meilleure série de langue espagnole[6]